# Bazzania cuneistipula
Bazzania cuneistipula là một loài rêu tản trong họ Lepidoziaceae. Loài này được (Gottsche, Lindenb. & Nees) Trevis. miêu tả khoa học lần đầu tiên năm 1877.